# St. Servatius (Rösrath-Hoffnungsthal)

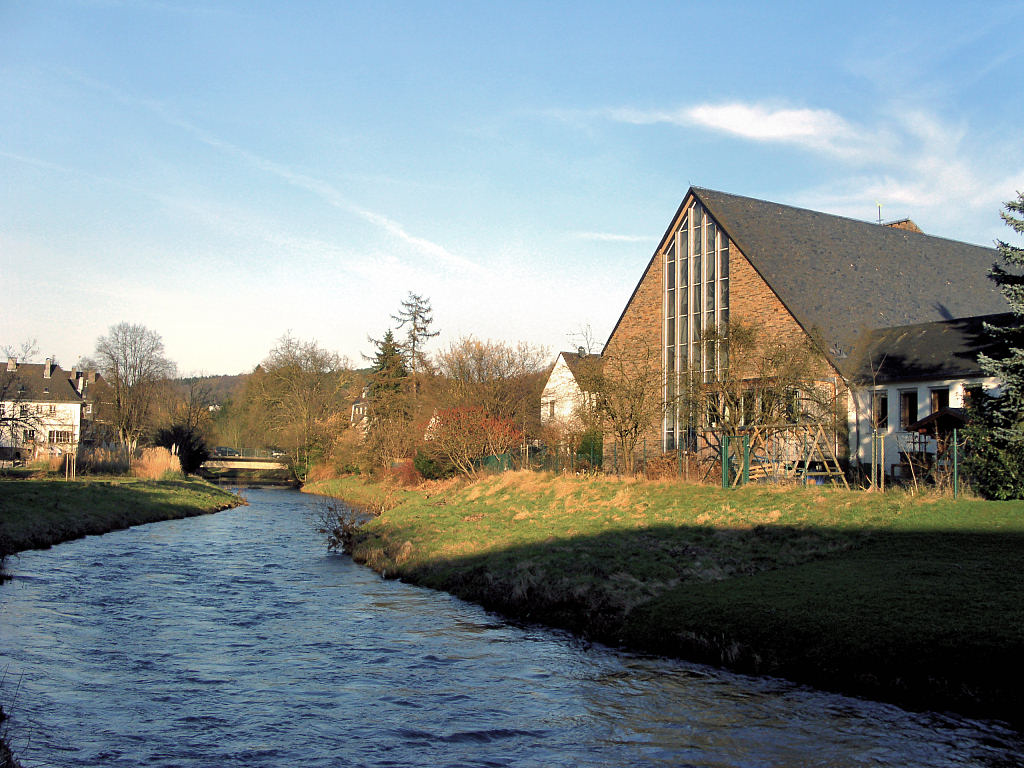
St. Servatius Hoffnungsthal – Katholische Kirche in Rösrath-Hoffnungsthal an der Sülz

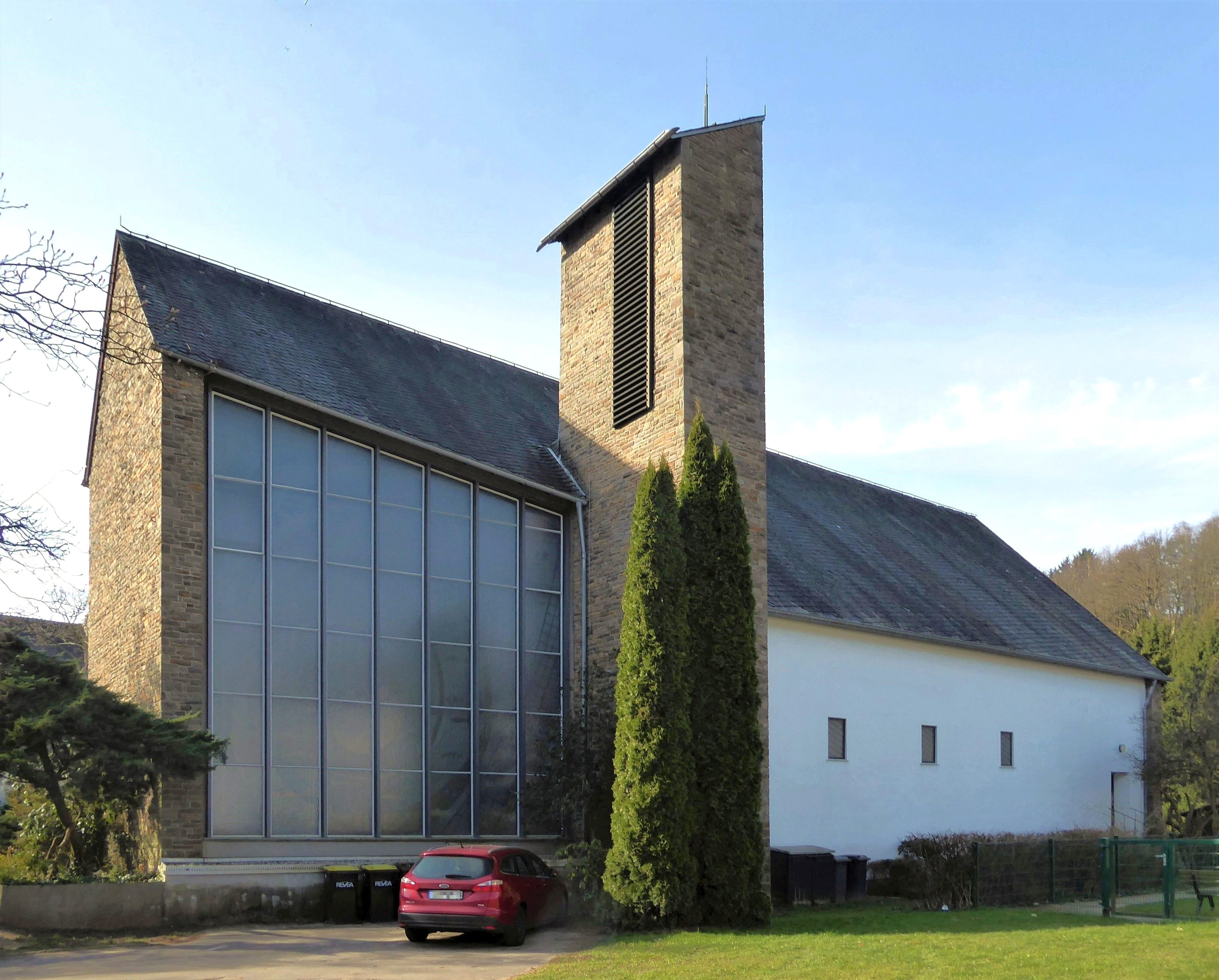
St. Servatius, Ansicht von Nordosten

St. Servatius ist die römisch-katholische Kirche in Rösrath-Hoffnungsthal. Sie liegt unmittelbar am Ostufer des Flüsschens Sülz.

## Vorgeschichte
Im Rösrather Ortsteil Volberg ist eine Kirche aus dem 12. Jahrhundert überliefert, westlich der Sülz, die heutige Evangelische Kirche Volberg, in deren Baubestand sich im Kern der romanische Turm erhalten hat. In der Mitte des 16. Jahrhunderts wurde an der Kirche, die vermutlich dem heiligen Servatius geweiht war, wie in Honrath, Seelscheid und Wahlscheid, die Reformation eingeführt. 1898 wurde Volberg in Hoffnungsthal umbenannt.
Bis Mitte des 20. Jahrhunderts gab es eine konfessionelle Trennung zwischen dem evangelischen Stadtteil Hoffnungsthal und dem katholischen Stadtteil Rösrath. Erst der starke Zuzug von Flüchtlingen und Vertriebenen nach dem Zweiten Weltkrieg brachte eine Mischung der Konfessionen. Die ersten katholischen Gottesdienste wurden 1946 in einer von den belgischen Truppen auf dem Hoffnungsthaler Schulhof errichteten Baracke abgehalten. Für die stark gestiegene Zahl der Katholiken reichte die Baracke alsbald nicht mehr aus.

## Baugeschichte

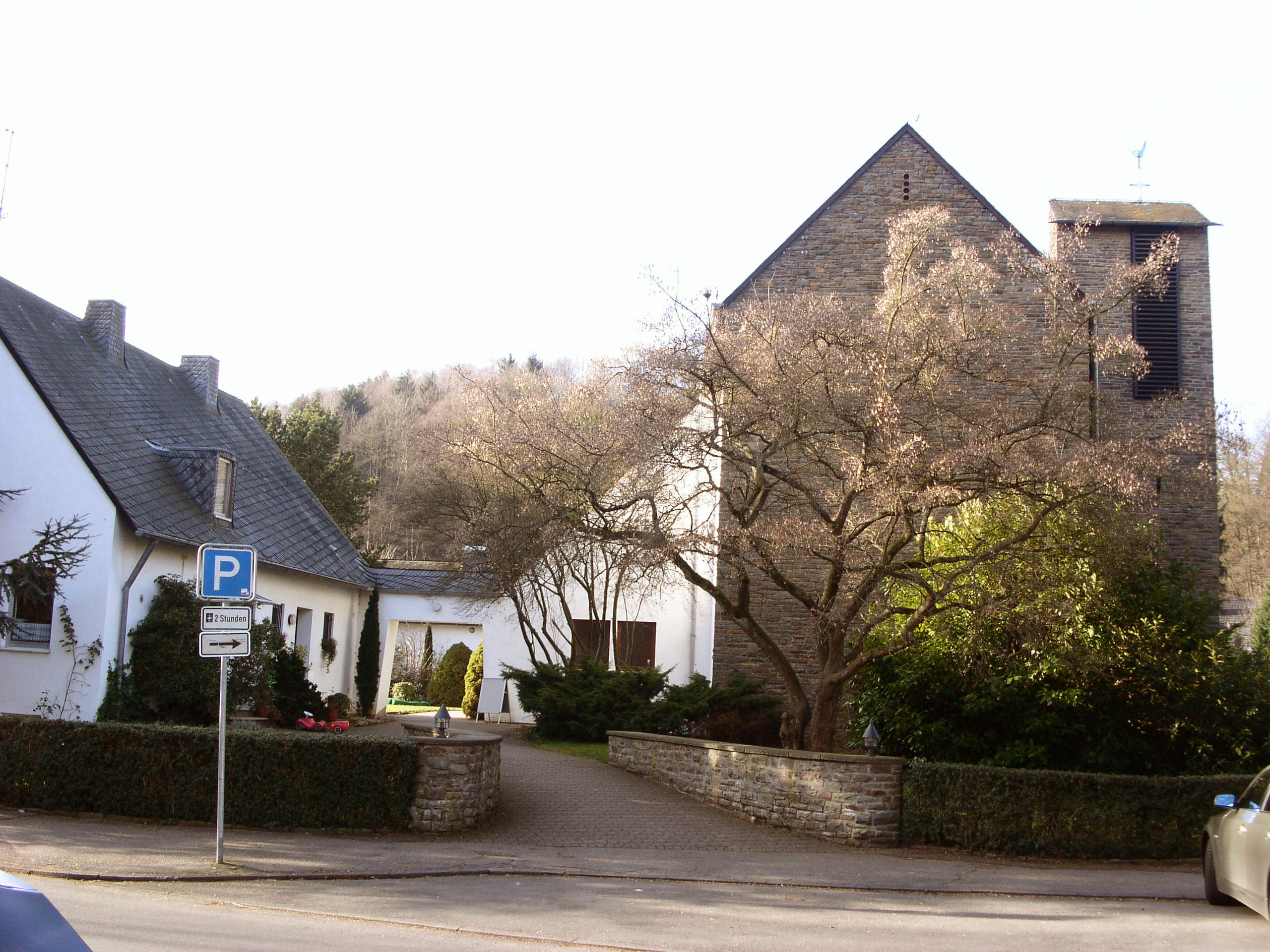
St. Servatius Hoffnungsthal – Pfarrhaus, Torbogen und Kirche

Der Architekt Bernhard Rotterdam wurde 1952 mit der Planung einer neuen Kirche beauftragt, deren Grundsteinlegung 1954 erfolgte. Die Besonderheit der Konstruktion besteht in der Verbindung von Kirche, Pfarrhaus und Jugendheim, in deren Mitte der Pfarrgarten liegt. Ein Torbogen eröffnet den Zugang zum Pfarrgarten und Eingang der Kirche. Zunächst bestanden die Kirchenfenster nur aus einer Einfachverglasung. 1959 schuf der Glasmaler Paul Weigmann das große Chorfenster im Altarbereich. Dargestellt ist eine Wasserwelle mit kleinen Fischen und Fischernetzen.

## Persönlichkeiten der ersten Stunde
Als die neue Servatius-Kirche am 13. Mai 1956, dem Fest des Pfarrpatrons Servatius, konsekriert wurde, erfolgte gleichzeitig die Amtseinführung von Hans Backhaus, dem ersten katholischen Pfarrer in Hoffnungsthal seit ca. 400 Jahren, der sein Amt bis zu seiner Pensionierung im September 1979 ausübte. Hauptamtlicher Küster und Organist der neuen katholischen Pfarrgemeinde St. Servatius Volberg in Hoffnungsthal wurde Alfred Lemmer. Als Mann der ersten Stunde begleitete er die Gottesdienste an der Orgel in St. Servatius noch bis Juli 1985.

## Konfessionelle Hilfe
Das Baugrundstück an der Gartenstraße stellte die evangelische Kirchengemeinde zur Verfügung. Ca. 2200 m² kosteten damals 4500 DM. Zwischen 1946 und 1950 dirigierte der Volksschullehrer Peter Wasmuth sowohl den katholischen als auch den evangelischen Kirchenchor in Hoffnungsthal. Da er bei beiden Chören die gleichen Stücke einstudieren ließ, kam es des Öfteren vor, dass man sich gegenseitig aushalf. Nur 150 Meter und das Wasser der Sülz trennen in Hoffnungsthal die evangelische (am Westufer der Sülz) und die katholische Kirche (am Ostufer der Sülz).

## Pfarrzugehörigkeit
Die Kirche St. Servatius ist eine von vier Kirchen im Seelsorgebereich Rösrath des Dekanats Overath im Erzbistum Köln. Von 1956 bis 2009 handelte es sich um die Pfarrkirche der Pfarrei „St. Servatius Volberg in Hoffnungsthal“. Am 1. Januar 2010 haben sich die katholischen Pfarreien in Rösrath zu einer gemeinsamen Kirchengemeinde zusammengeschlossen, mit der Kirche St. Nikolaus von Tolentino als Pfarrkirche. Außerdem gibt es noch die katholischen Kirchen Heilig-Geist in Forsbach und Heilige Familie in Kleineichen.

## Kurioses
Die Grundsteinlegung am 19. September 1954 erfolgte ohne schriftliche Zustimmung zum Kirchenbau durch das Erzbistum Köln. Erst am 22. September 1954 erteilt das Generalvikariat die offizielle Genehmigung.